# 毛轴小叶柳
毛轴小叶柳（学名：Salix hypoleuca f. trichorachis）为杨柳科柳属小叶柳下的一个变型。

## 扩展阅读
- 維基物種上的相關：毛轴小叶柳